# Katana
 Ovo je glavno značenje pojma Katana. Za istoimeno indijansko selo pogledajte Katana (indijansko selo).
Katana je dugački samurajski mač. Zajedno s wakizashijem tvori daisho.

## Mač
Mačevi su bili jako cijenjeni što dokazuje i poslovica Katana wa samurai no tamashii (mač je duša samuraja). Iako važan u njihovom životu, siromašni ronini ponekad su bili prisiljeni prodati svoj mač (ostavljajući samo wakizashi za obranu).

## Vanjske poveznice
- (eng.) Richard Stein's Japanese sword guide